# Friedrich Wilhelm Zachow
Friedrich Wilhelm Zachow o Zachau (Lipsia, 14 novembre 1663 – Halle, 7 agosto 1712) è stato un compositore tedesco.

## Biografia
Zachow studiò con suo padre, Heinrich Zachow, musicista nativo di Lipsia. Nel 1684 fu organista e cantore della chiesa Marktkirche Unser Lieben Frauen. Durante la sua permanenza ad Halle diventò particolarmente noto come compositore di cantate drammatiche. Nel 1695 fu criticato dai pietisti a causa della sua musica eccessivamente lunga ed elaborata, che poteva essere apprezzata solo dai cantori e dagli organisti.
Zachow fu influenzato da Johann Theile e da Erdmann Neumeister.
Zachow fu l'insegnante di Gottfried Kirchhoff, Johann Philipp Krieger e Johann Gotthilf Ziegler, ed il primo insegnante di musica di George Friderich Handel. Gli insegnò a suonare il violino, l'organo, il clavicembalo, l'oboe e il contrappunto.
Dopo la morte di Zachow nel 1712, Handel diventò benefattore alla famiglia, per il suo insegnamento che gli diede. Nel 1713 J.S. Bach prese il posto di Zachow.
Handel continuò a suonare le composizioni di Zachow nelle proprie opere, non semplicemente citandolo, ma anche in termini di timbro: per esempio la cantata Herr, wenn ich nur dich hab.

## Composizioni
- Mass – Missa super chorale Christ lag in Todesbanden (1701)[3]
- Chorus ille coelitum (1698)
- Confitebor tibi Domine (1701)
- Danksaget dem Vater (1702)
- Pianoforte: Preludio in fa maggiore, Fugue in do maggiore, Fugue in sol maggiore, Fantasia in re maggiore, Capriccio in re maggiore, Suite in si bemolle maggiore
- Trio F-Dur für Flauto traverso, Fagotto e Basso continuo

### Registrazioni
- Christmas cantatas. Meine Seel: erhebt den Herren; Herr, wenn ich nur dich habe; Preiset mit mir den Herren; Lobe den Herrn, meine Seele Constanze Backes, Capella Frisiae & Accademia Amsterdam, dir. Ludger Remy. Quintone.nl 2010
- Easter cantatas. Ich bin die Auferstehung und das Leben. Bei Gott ist mein Heil, meine Ehre. Ach Herr, mich armen Sünder Osterdialog Triumph, ihr Christen seid erfreut. (attribuito a Handel) Gudrun Sidonie Otto, Margaret Hunter, Christoph Dittmar, Cantus Thuringia, Capella Thuringia, dir. Bernhard Klapprott CPO 2010
- Suite in B for harpsichord. Carole Cerasi - J.S. Bach and the Möller Manuscript - Metronome Recordings - METCD 1055